# Hélène Moszkiewiez
Hélène Moszkiewiez, née le 20 décembre 1920 à Nuremberg (Allemagne) et morte le 18 juin 1998 à Southampton (New York), est membre de la Résistance belge pendant la Seconde Guerre mondiale, d'origine juive, tout en travaillant comme commis au siège de la Gestapo à Bruxelles.

## Biographie
Hélène Moszkiewiez (ou Moskowitz) est née à Nuremberg le 20 décembre 1920, dans une famille juive. Son père Tobias (Tolek) Moszkiewiez, un tailleur polonais et sa mère Régine (Raila) Kiegler émigrent en Belgique avec leurs deux filles Hélène et Amalia, à la fin des années 1920. En 1940, lorsque l'Allemagne envahit la Belgique, Hélène Moszkiewietz a 19 ans et s'apprête à entrer à l'université,,. 
Sa famille et son mari sont déportés.
Deux ans plus tôt, elle avait rencontré un jeune militaire belge dans une bibliothèque bruxelloise, François. Lorsqu'elle le rencontre à nouveau, il opère sous un autre nom tout en portant un uniforme allemand. Elle accepte son offre de travailler au sein de la Résistance belge.
Elle s'engage dans l'Intelligence Service et travaille comme agente infiltrée. Elle agit sous plusieurs identités, Olga Richter et Hélène Rubens, entre autres.
Grâce à sa bonne connaissance de l'allemand, elle parvient à occuper un emploi de secrétaire à temps partiel pendant deux ans, au siège de la Gestapo, avenue Louise à Bruxelles.
Son travail d'espionnage et d'information permet notamment de saboter le travail de son chef, Mueller. Elle sauve ainsi de nombreuses vies. Cependant, à la Libération, accusée de collaboration, elle échappe de peu au lynchage,,,.
Les parents d'Hélène Moszkiewiez sont déportés à Auschwitz par le dernier convoi quittant la Belgique. Ils y sont assassinés en 1944. Son mari est également déporté, peu de temps après leur mariage et ne survit pas au camp,.
Après la guerre, Hélène Moszkiewiez, se remarie avec Albert Abraham Celmaster, un anglais, membre comme elle de l'Intelligence Service. Ils déménagent à Vancouver au Canada où ils ont deux enfants. Son mari l'encourage à écrire ses mémoires, Inside the Gestapo: A Young Woman's Secret War (Macmillan, 1985), traduit ensuite en plusieurs langues. Elle y raconte les faux papiers d'identité, les aviateurs anglais à cacher et à faire évader, les cris de victimes de la torture SS au siège de la Gestapo, le vol d'informations pour sauver des Juifs devant être déportés. Elle raconte aussi comment elle a été obligée de tuer le Hauptsturmführer Schwenke sur le point de la démasquer et comment le résistant François qui l'a recrutée s'est enrichi pendant la guerre et a dénoncé plus de dix résistants. Il est jugé pour cette trahison à Londres et pendu.
Hélène Moszkiewiez meurt le 18 juin 1998 à Southampton (USA).  Elle est inhumée au cimetière Beit Olam à Wayland .

## Films
L'histoire d'Hélène Moszkiewiez est transposée dans un téléfilm de 1991, Ma guerre dans la Gestapo, réalisé par Edward Bennett, avec Martha Plimpton dans le rôle principal. 
Son histoire inspire également Paul Verhoeven pour le film Zwartboek,.

## Publication
- Helene Moszkiewiez, Ma Guerre dans la Gestapo, titre original Inside the Gestapo. A Jewish Woman's Secret War, Albin Michel,